# Jo Winter
Jo Winter (* 28. August 1944 in Unterwellenborn; † 6. September 2006; eigentlich Klaus Joachim Otto Winter) war ein deutscher Pfarrer, Lyriker und DDR-Oppositioneller.

## Leben
Winter war Pfarrer in Langenschade bei Saalfeld. Als Jugendpfarrer initiierte er 1984 die kirchliche Friedensgruppe Gewaltlos leben, die auf ca. 200 Mitglieder anwuchs. Die Gruppe engagierte sich durch ihre alternative Lebensweise gegen militaristische Tendenzen in der DDR; diese politisch-oppositionelle Haltung führte dazu, dass die Aktionen von Winter und seiner Gruppe von den staatlichen Organen beobachtet wurden.
1987 baute Winter das antimilitaristische Kabarett AMIKA auf, mit dem er bis zur Wende in kirchlichen Räumen im Süden der DDR auftrat. 1988 erstellten Winter und die Gruppe einen Forderungskatalog zum Sozialen Friedensdienst, den sie an kirchliche und staatliche Stellen verschickten. Das Ministerium für Staatssicherheit schätzte die Aktionen Winters so ein: „Seine Handlungen bewegen sich an der Grenze zur strafrechtlichen Relevanz.“
Winter war mit dem Liedermacher Stephan Krawczyk und dessen Ehefrau Freya Klier eng befreundet und organisierte für beide Künstler noch Auftrittsmöglichkeiten, als diese faktisch schon Berufsverbot hatten. In der Zeit der Wende 1989 gehörte Winter zu den Gründern der Sozialdemokratischen Partei in der DDR (SDP).
In den 1990er Jahren engagierte sich Winter bis zu seinem Tod für Asylbewerber und in der Friedens- und Versöhnungsarbeit in Bosnien und im Kosovo. Ein Gedicht von 1988 zeigt den kämpferischen Aktivisten Winter: „wenn mich jeder / kleine scheißer / grämen würde / hätt ich zu viel gram // wenn mich jeder / wadenbeißer / lähmen würde / ginge ich schon / lahm // wenn uns jeder / unterkaiser / zähmen könnte / wären wir bald / zahm“.

## Veröffentlichungen
- Quergewendet. Gedichte. Verlagsbuchhandlung Mehlhorn, Leipzig 1995, ISBN 3-930694-12-3
- die bande. Gedichte und Zitate aus Stasi-Akten, Mehlhorn, Leipzig 1996
- Nota. 49 Lieder und Noten, Langenschade 2000